# Englische Virginalisten

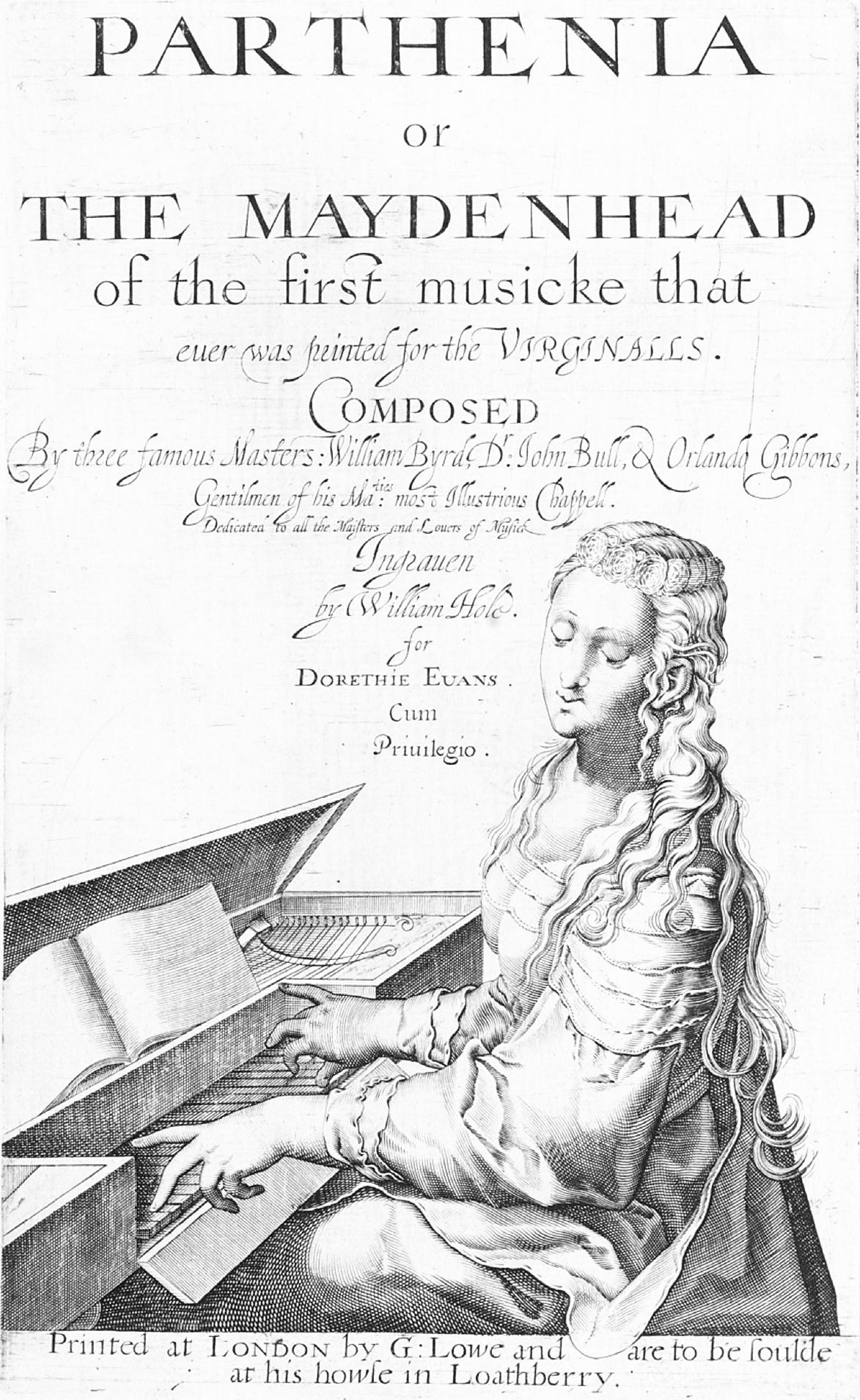
Die um 1612 erschienene Sammlung Parthenia or The Maydenhead of the first musicke that ever was published for the Virginalls von 21 Stücken der englischen Virginalisten William Byrd, Dr. John Bull und Orlando Gibbons gilt als der erste gestochene Musikdruck in England.

Als sogenannte Virginalisten oder englische Virginalisten wird eine Gruppe englischer Komponisten von Tastenmusik bezeichnet, die insbesondere in der Epoche von Königin Elisabeth I. und von James I., also etwa im letzten Drittel des 16. und im ersten Drittel des 17. Jahrhunderts wirkten.

## Begriff und Instrumente
Der Begriff „Virginalisten“ ist nicht zeitgenössisch, sondern wurde erst Jahrhunderte später erfunden. Er ist bis zu einem gewissen Grade irreführend, auch wenn er praktisch als Parallele zu den sogenannten „Clavecinisten“ verstanden werden kann – den französischen Cembalomeistern des 17. und 18. Jahrhunderts.
Wahrscheinlich entstand der Begriff unter anderem in Anlehnung an die berühmte Publikation Parthenia... (London, um 1612), die im Titel die Definition „for the Virginalls“ und eine Abbildung mit einer Dame an einem entsprechenden Instrument enthält (siehe Abb. oben). Zwar waren die kleinen Tasteninstrumente bzw. Spinette, die man heute als „Virginal“ kennt, im 16. und frühen 17. Jahrhundert anscheinend – und nicht nur in England – besonders beliebt, laut van der Meer meinte der englische Terminus „virginalls“ jedoch zu jener Zeit jede Form von Kielinstrumenten, also auch Cembali, und keineswegs nur das Instrument, das man heute so bezeichnet. Dieses wurde erst ab ca. 1650 spezifisch mit diesem Ausdruck benannt.

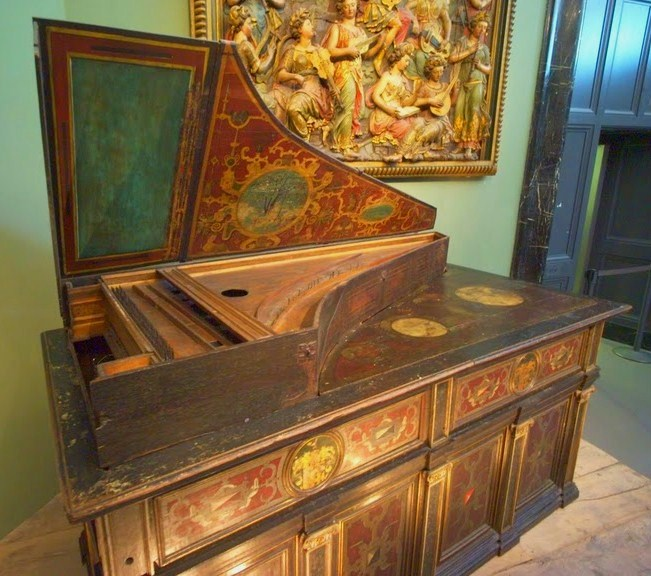
Das Claviorganum von Lodewijk Theewes von 1579 (Victoria and Albert Museum, London) ist das einzige originär englische Kiel- bzw. Tasteninstrument aus dem 16. Jahrhundert, das von William Byrd und anderen „Virginalisten“ gespielt worden sein könnte.

Auch das früheste erhaltene originär englische Kielinstrument ist kein Virginal, sondern ein Cembalo von Lodeweijk Theewes von 1579, das Teil eines Claviorganums ist (Victoria and Albert Museum, London); es ist das erste Cembalo überhaupt, das eine 8’8’4’-Disposition hatte (auf einem Manual; dazu noch einige Orgelregister). Ein berühmtes Virginal, das wahrscheinlich Königin Elisabeth I. persönlich gehörte und als Queen Elisabeth’s virginal bekannt ist, wurde offenbar in Italien um 1570 gebaut (Victoria and Albert Museum, London). Dagegen sind originär englische Virginale merkwürdigerweise erst aus der Zeit ab etwa 1640, also bereits nach der eigentlichen Epoche der sogenannten Virginalisten, erhalten.
Auch der Titel des heute allgemein als Fitzwilliam Virginal Book bekannten bedeutenden Manuskriptes ist nicht original, im späten 18. und frühen 19. Jahrhundert war es beispielsweise als Queen Elisabeth’s Virginal Book bekannt, weil man damals fälschlicherweise glaubte, dass es ebenfalls aus dem Besitz von Elisabeth I. stammte. Das Fitzwilliam Virginal Book, ebenso wie andere Tastenmusik-Manuskripte derselben Epoche, enthält darüber hinaus auch Musik, die höchstwahrscheinlich oder ziemlich sicher für Orgel bestimmt ist.

## Geschichte und Merkmale
Die Epoche der sogenannten Virginalisten kann als einer der größten Höhepunkte der Musik für Tasteninstrumente, insbesondere der Cembalomusik gelten. Dabei waren fast alle diese Komponisten auch als Organisten tätig und hinterließen wie bereits erwähnt auch eindeutige Orgelwerke.
Als eigentlicher Begründer und Pionier dieser musikalischen Strömung gilt William Byrd, der durch eine Synthese von originär englischen Traditionen älterer Tastenvirtuosen wie Hugh Ashton und dem „Konstruktionsstil“ der Tudor-Organisten (Thomas Preston, Thomas Tallis, William Blitheman u. a.) mit modernen Strömungen vom europäischen Kontinent – aus Italien, Frankreich und Spanien –, und mit Anregungen aus der Lautenmusik und der von ihm selbst gepflegten Vokalpolyphonie eine eigenständige, kompositorisch und spieltechnisch hochstehende, fantasie- und ausdrucksvolle Tastenmusik in einem typisch englischen Spätrenaissance-Stil kreierte.

Beispiel für einen „typisch englischen“ Querstand in einem Werk von William Byrd.

Tonartlich folgt die Musik der Virginalisten dem System der Kirchentonarten, das teilweise fantasievoll angewendet wird. Eine Zuordnung von Werken wie Fantasias oder Tänzen Byrds oder anderer Komponisten zu Tonarten des modernen Dur-Moll-Systems, wie man sie manchmal selbst in Fachliteratur findet, ist sicher gut gemeint, aber irreführend und letztendlich falsch. In harmonischer Hinsicht typisch für die englische Musik dieser Epoche (nicht nur der Tastenmusik) ist eine Vorliebe für dissonante Querstände.
Auch außerhalb Englands erlebte die Tastenmusik eine Blütezeit, teilweise sogar etwas früher, u. a. mit Antonio de Cabezón in Spanien, Andrea Gabrieli und Claudio Merulo in Venedig. Eine besondere Pionierleistung von William Byrd war es jedoch, dass er insbesondere die Tanzmusik, wie die Pavane und die Gagliarda oder den Passamezzo, die anderswo von „mehr oder weniger geschickten Musikern oder Tanzlehrern gepflegt wurde“, auf ein nie zuvor und nirgendwo sonst in Europa erlebtes künstlerisches Niveau hob, indem er den musikalischen Satz unter anderem mit polyphonen Techniken und Imitationen und mit harmonischen Finessen anreicherte.
Byrds Musik zeichnet sich durch eine Mischung von elegant gehandhabten kontrapunktischen Techniken mit spielerischer Virtuosität aus, seine Musik (und die seiner Nachfolger) wirkt dabei nicht streng oder trocken, sondern zeichnet sich durch eine gewisse Lockerheit und „Lebendigkeit des Ausdrucks“ aus. Die spezifischen Möglichkeiten des Instruments – egal ob Cembalo, Virginal oder Orgel – werden optimal genutzt, und im Gegensatz zu Komponisten anderer Länder verwendet er manchmal sogar Läufe in Terz- oder Sextparallelen in einer Hand.

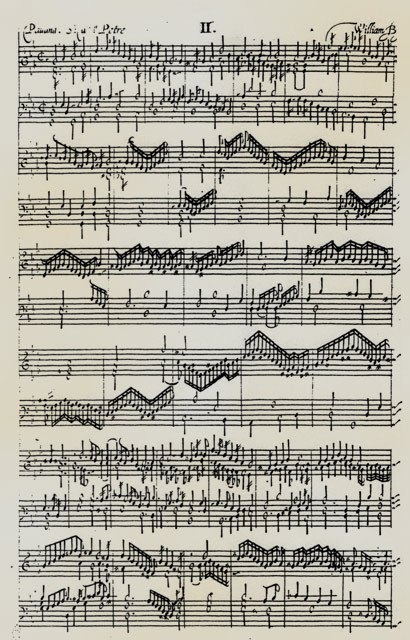
Beginn einer Pavane von Byrd in der Sammlung Parthenia (1612)

Byrds Nachfolger, wie insbesondere John Bull und Giles Farnaby, die fast reine Tastenvirtuosen waren, verlegten das Gewicht später noch stärker auf virtuose Brillanz, und griffen dabei teilweise wieder mehr auf den Konstruktionsstil der Tudor-Organisten zurück, u. a. mit verstärkter Verwendung von gebrochenen Akkorden oder Oktaven, was man bei Zeitgenossen anderer Länder so nicht findet. Dabei kreierten sie aber auch teilweise einen sehr spezifischen Cembalostil, der an einen durchbrochenen Satz wie bei den Lautenisten erinnert.
Auffällig ist außerdem bei den jüngeren Virginalisten (z. B. Bull, Farnaby, Thomas Tomkins) die Verwendung extrem tiefer Töne wie des Kontra-AA, was Rückschlüsse auf die verwendeten Instrumente ermöglicht, die offenbar im unteren Bereich nicht mehr die typische kurze C/E-Oktave hatten, wie sie bei Kielinstrumenten in anderen Ländern (Italien, Niederlande u. a.) noch längere Zeit üblich waren.
Als charakteristisch für die Virginalisten kann allgemein eine hochentwickelte Verzierungs- und Variationskunst gelten, die allerdings bis zu einem gewissen Grade epochenspezifisch ist, und auch in Italien als Diminutionen und in Spanien als Diferencias eine zentrale Rolle spielte. Die Wiederholungen vieler englischer Tänze enthalten auskomponierte Verzierungen. Besonders typisch und reizvoll sind die Variationsfolgen über bekannte altenglische Lieder, die nur in einigen wenigen Werken von Cabezòn vorgebildet scheinen, aber nicht in dem Maße und auf dem Niveau, wie sie dann von Byrd und seinen Nachfolgern gepflegt wurden. Bereits die seinerzeit populären Vorlagen sind oft von großem, fast zeitlosem Charme. Besonders Byrd griff bei seinen Variationen auch auf raffinierte kontrapunktische „Spielchen“ zurück und verlieh jedem Variationszyklus entsprechend der verwendeten Liedvorlage einen eigenen Charakter. Nach ihm zeigte sich vor allem Giles Farnaby als Meister der Liedvariationen. Eine typisch englische Form der Variation ist außerdem der sogenannte Ground, ein Basso ostinato, d. h. ein wiederkehrendes und konstantes Thema im Bass, das aber auch in den oberen Stimmen auftauchen kann.
Neben Tänzen finden sich außerdem Charakterstücke und Miniaturen (z. B. musikalische „Selbstportraits“ von Farnaby und Bull), die formal auf die französischen Clavecinisten vorausblicken, sowie vereinzelt auch Programmmusik, z. B. The Battle von Byrd oder die Fantasia „Faire weather“ von John Mundy.
Die englischen Fantasias (auch fancy genannt) beginnen normalerweise mit einem oder mehreren Fugatos im imitierenden Kontrapunkt – ähnlich einem Ricercar oder Tiento – und bestehen in der Regel aus mehreren Abschnitten von ganz verschiedenem Charakter, darunter zuweilen auch homophone, tänzerische und vor allem gegen Ende meistens toccatenhaft freie virtuose Teile. Bei den Fantasias ist nicht ganz klar, ob sie für Cembalo oder Orgel sind, die meisten eignen sich jedoch hervorragend für die Orgel.

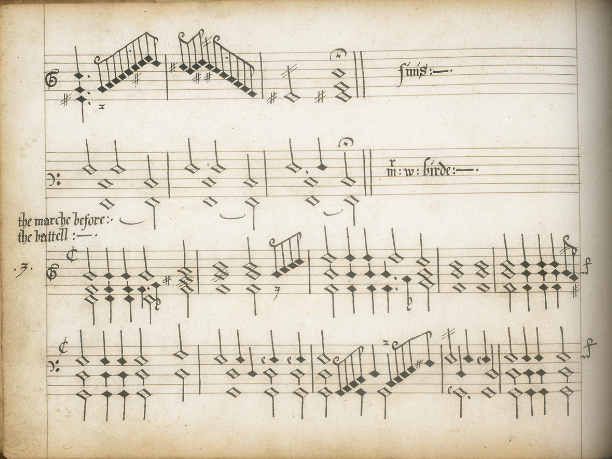
Faksimile einer Seite (f°13v) aus dem My Ladye Nevells Booke (1591). Die doppelten Striche durch einige Notenhälse sind das im Text beschriebene typisch englische Verzierungszeichen.

Überliefert ist die Musik der Virginalisten fast ausschließlich in zeitgenössischen Manuskripten, wie dem Fitzwilliam Virginal Book, dem My Ladye Nevells Booke, dem Will Forster Book oder Benjamin Cosyn’s Virginal Book (siehe unten: Sammlungen); einzige bekannte Ausnahme ist der oben erwähnte Druck Parthenia von 1612. Notiert wurde die englische Tastenmusik des 16. und frühen 17. Jahrhunderts in einem Tabulatursystem mit sechs Notenlinien (im Gegensatz zu dem modernen System mit fünf Linien). Viele Stücke sind außerdem mit einem speziellen Verzierungszeichen versehen, das aus zwei parallelen schrägen Strichen oder seltener einem einzelnen Schrägstrich über oder unter einer Note besteht, dessen Bedeutung in dieser Epoche nicht hundertprozentig geklärt ist. Wahrscheinlich soll die betreffende Note je nach musikalischem Kontext mit einem Mordent, Pralltriller oder Triller verziert werden, bei Kadenzbildungen ist manchmal auch ein Triller mit Nachschlag möglich. Diese kleinen Verzierungen geben der Musik ein sehr charakteristisches Gepräge und sollten ebenso wenig weggelassen werden wie die Verzierungen in der französischen Cembalomusik des Barock.

## Komponisten
Komponisten, die zu dieser musikalischen Strömung gezählt werden, sind:
- John Blitheman (ca. 1525–1591)
- John Bull (1562 oder 1563–1628)
- William Byrd (wahrscheinlich 1543–1623)
- Benjamin Cosyn (ca. 1580–1653)
- Giles Farnaby (um 1563–1640)
- Richard Farnaby (1594–1623)
- Orlando Gibbons (getauft 1583–1625)
- William Inglott (1553/4–1621)
- Thomas Morley (1557 oder 1558–1602)
- John Mundy (um 1555–1630)
- Martin Peerson (um 1572–1651)
- Peter Philips (1560 oder 1561–1628)
- Ferdinando Richardson (ca. 1558–1619)
- Nicholas Strogers (aktiv 1560–1575)
- Thomas Tallis (um 1505–1585)
- William Tisdale (geboren um 1570)
- Thomas Tomkins (1572–1656)
- Thomas Weelkes (1576–1623)

Zwei bedeutende Vertreter der englischen Virginalisten-Schule, John Bull und Peter Philips, waren auch in Brüssel und Antwerpen tätig. Auch die Musik einiger flämischer und niederländischer Komponisten, besonders Pieter Cornet und Jan Pieterszoon Sweelinck, ist von den Virginalisten beeinflusst.

## Sammlungen
In den Reihen Musica Britannica und Early Keyboard Music im Verlag Stainer & Bell erschienen kritische Ausgaben, Gesamtausgaben der bedeutendsten Komponisten wie Byrd, Bull, Gibbons oder Tomkins sowie Auswahlsammlungen.
Neben unbenannten, aber bedeutenden Manuskripten, die sich vor allem in diversen Bibliotheken Englands (Royal Library, British Museum) und in Paris befinden, gibt es einige bekannte zeitgenössischen Sammlungen mit Werken der Virginalisten:
- Anne Cromwell’s Virginal Book
- Benjamin Cosyn’s Virginal Book
- Clement Matchett’s Virginal Book
- Elizabeth Rogers’ Virginal Book
- Fitzwilliam Virginal Book
- My Ladye Nevells Booke
- Parthenia
- Parthenia Inviolata
- Priscilla Bunbury’s Virginal Book
- Susanne van Soldt Manuscript
- Will Forster Book
- Dublin Virginal Manuscript
- The Mulliner Book (mit etwas früherem Repertoire von vor 1570)